# Eschentzwiller

Eschentzwiller este o comună în departamentul Haut-Rhin din estul Franței. În 2009 avea o populație de 1.527 de locuitori.

## Evoluția populației
| An        | 1975 | 1982  | 1990  | 1999  | 2006  | 2009  |
| --------- | ---- | ----- | ----- | ----- | ----- | ----- |
| Populație | 805  | 1.026 | 1.116 | 1.244 | 1.375 | 1.527 |